# Alexei Popyrin
Alexei Popyrin (* 5. August 1999 in Pymble, Sydney, New South Wales) ist ein australischer Tennisspieler. Er gewann bislang drei Einzeltitel, darunter das Masters-Turnier in Kanada und erreichte 2024 Platz 23 der Weltrangliste.

## Familie und Kindheit
Popyrins Eltern sind russischer Herkunft. Er hat zwei Schwestern und einen Bruder. Mit fünf Jahren begann er an der Kim Warwick Academy Tennis zu spielen. Anschließend trainierte er zwei Jahre in Dubai. 2010 zog die Familie nach Alicante in Spanien, wo er immer noch einen Wohnsitz hat. Trainiert wurde er u a. von Patrick Mouratoglou.

## Karriere
Popyrin spielte seit 2013 mit Erfolg auf der ITF Junior Tour. Hier spielte er 2016 und 2017 auch bei einigen Grand-Slam-Turnieren. 2017 erreichte er im Doppel der Australian Open das Halbfinale. Bei den French Open gewann er die Einzelkonkurrenz im Finale gegen Nicola Kuhn, wodurch er kurz darauf mit Rang 2 seine beste Platzierung in der Weltrangliste der Junioren errang. Er war der erste Australier seit 49 Jahren, der diesen Titel gewann. Fortan entschied er sich auf der Profi-Tour zu spielen, obwohl er noch bis Ende des Jahres als Junior spielberechtigt war.
Auf der Profi-Tour spielte der Australier erstmals 2016 und hauptsächlich auf der drittklassigen ITF Future Tour, erhielt aber auch Wildcards für die höher dotierten Challengers in Canberra und Launceston. Erste Erfolge gelangen ihm 2017, als er ein Future-Turnier gewinnen konnte sowie in einem weiteren Finale stand. Ende des Jahres stand er auf Rang 719 der Weltrangliste.
Im Januar 2018 überraschte Popyrin, als er sich in der Qualifikation des ATP-World-Tour-Turniers in Sydney gegen die weit vor ihm platzierten Federico Delbonis (Rang 67) und Nicolas Mahut (Rang 127) durchsetzen konnte. In seinem ersten ATP-Hauptfeld unterlag er indes Landsmann John Millman. In der Folgewoche konnte er dank einer Wildcard an seinem ersten Grand-Slam-Turnier – den Australian Open – teilnehmen. Tim Smyczek behielt hier in vier Sätzen die Oberhand. Auf der Challenger Tour gewann Popyrin in Jinan seinen ersten Titel. Als Qualifikant setzte er sich im Finale gegen den Briten James Ward in drei Sätzen durch. Durch diesen Erfolg verbesserte er sich um 99 Plätze und erreichte mit dem 211. Rang seine bislang beste Platzierung.
Bei den Olympischen Spielen 2024 in Paris musste er sich Alexander Zverev in der dritten Runde geschlagen geben. Beim Masters in Montreal gelang ihm anschließend durch einen Sieg im Finale über Andrei Rubljow der erste Erfolg eines Australiers bei einem Turnier dieser Kategorie seit Lleyton Hewitt in Indian Wells 2003. Er war damit der vierte Australier nach Hewitt (Indian Wells 2002, 2003), Mark Philippoussis (Indian Wells 1999) und Patrick Rafter (Toronto 1998, Cincinnati 1998), der ein Masters-Turnier für sich entscheiden konnte.
Nach Siegen in der ersten Runde bei den US-Open über Kwon Soon-woo mit 7:5, 6:2 und 6:3 und in der zweiten gegen Pedro Martinez mit 6:2, 6:4 und 6:0 gelang es ihm in der dritten Runde den Vorjahressieger Novak Đoković 6:4, 6:4, 2:6, 6:4 zu besiegen. Bei seiner erstmaligen Achtelfinalteilnahme verlor er gegen den US-Amerikaner Frances Tiafoe in vier Sätzen.

## Erfolge
| Legende (Anzahl der Siege) |
| Grand Slam                 |
| ATP Finals                 |
| ATP Tour Masters 1000 (1)  |
| ATP Tour 500 (1)           |
| ATP Tour 250 (2)           |
| ATP Challenger Tour (2)    |

| ATP-Titel nach Belag |
| Hartplatz (3)        |
| Sand (1)             |
| Rasen (0)            |

### Einzel

#### Turniersiege

##### ATP Tour
| Nr. | Datum            | Turnier  | Belag         | Finalgegner      | Ergebnis       |
| --- | ---------------- | -------- | ------------- | ---------------- | -------------- |
| 1.  | 28. Februar 2021 | Singapur | Hartplatz (i) | Alexander Bublik | 4:6, 6:0, 6:2  |
| 2.  | 30. Juli 2023    | Umag     | Sand          | Stan Wawrinka    | 6:75, 6:3, 6:4 |
| 3.  | 12. August 2024  | Montreal | Hartplatz     | Andrei Rubljow   | 6:2, 6:4       |

##### ATP Challenger Tour
| Nr. | Datum           | Turnier  | Belag     | Finalgegner   | Ergebnis        |
| --- | --------------- | -------- | --------- | ------------- | --------------- |
| 1.  | 12. August 2018 | Jinan    | Hartplatz | James Ward    | 3:6, 6:1, 7:5   |
| 2.  | 15. Mai 2022    | Bordeaux | Sand      | Quentin Halys | 2:6, 7:65, 7:64 |

### Doppel

#### Turniersiege

##### ATP Tour
| Nr. | Datum        | Turnier | Belag     | Partner      | Finalgegner                   | Ergebnis           |
| --- | ------------ | ------- | --------- | ------------ | ----------------------------- | ------------------ |
| 1.  | 1. März 2025 | Dubai   | Hartplatz | Yuki Bhambri | Harri Heliövaara Henry Patten | 3:6, 7:612, [10:8] |

## Abschneiden bei Grand-Slam-Turnieren

### Einzel
| Turnier         | 2018 | 2019 | 2020 | 2021 | 2022 | 2023 | 2024 | 2025 | Karriere |
| --------------- | ---- | ---- | ---- | ---- | ---- | ---- | ---- | ---- | -------- |
| Australian Open | 1    | 3    | 3    | 2    | 1    | 3    | 2    | 1    | 3        |
| French Open     | —    | 2    | 1    | 1    | 1    | 1    | 1    | AF   | AF       |
| Wimbledon       | —    | 2    |      | 1    | 1    | 1    | 3    | 1    | 3        |
| US Open         | —    | 3    | —    | 3    | 2    | 1    | AF   |      | AF       |

### Doppel
| Turnier         | 2019 | 2020 | 2021 | 2022 | 2023 | 2024 | Karriere |
| --------------- | ---- | ---- | ---- | ---- | ---- | ---- | -------- |
| Australian Open | AF   | 1    | 1    | 1    | 2    | 1    | AF       |
| French Open     | —    | —    | 1    | —    | 2    | —    | 2        |
| Wimbledon       | —    |      | 2    | —    | —    | —    | 2        |
| US Open         | —    | —    | 1    | 1    | 1    | —    | 1        |

Zeichenerklärung: S = Turniersieg; F, HF, VF, AF = Einzug ins Finale / Halbfinale / Viertelfinale / Achtelfinale; 1, 2, 3 = Ausscheiden in der 1. / 2. / 3. Hauptrunde; Q1, Q2, Q3 = Ausscheiden in der 1. / 2. / 3. Qualifikationsrunde; nicht ausgetragen